# Swetlana Wladimirowna Nikolajewa
Swetlana Wladimirowna Nikolajewa (russisch Светлана Владимировна Николаева; * 3. Juli 1987 in Krassawino) ist eine russische Skilangläuferin.

## Werdegang
Nikolajewa nimmt seit 2005 an Wettbewerben der Fédération Internationale de Ski teil. Ihr erstes Weltcuprennen lief sie im Oktober 2007 in Düsseldorf, welches sie mit dem 33. Platz im Sprint beendete. Ihre ersten Weltcuppunkte holte sie im Dezember 2007 in Kuusamo mit dem 23. Platz im Sprint. Bei der Tour de Ski 2007/08 erreichte sie den 44. Platz in der Gesamtwertung. Bei den U23-Weltmeisterschaften 2010 in Hinterzarten gewann sie Bronze über 10 km klassisch und im 15-km-Verfolgungsrennen. Im Februar 2011 schaffte sie in Rybinsk mit dem zweiten Platz in der Staffel ihre erste und bisher einzige Podestplatzierung im Weltcup. Bei den nordischen Skiweltmeisterschaften 2011 in Oslo kam sie auf den 26. Platz über 10 km klassisch. Ihr bisher bestes Weltcupeinzelergebnis erreichte sie im Januar 2014 in Szklarska Poręba mit dem neunten Platz im Sprint. Bei den russischen Skilanglaufmeisterschaften 2014 in Tjumen gewann sie Silber über 10 km klassisch. Im Januar 2015 gewann sie bei der Winter-Universiade 2015 in Štrbské Pleso Bronze im Sprint und Gold über 15 km Freistil und mit der Staffel. Bei den Rollerski-Weltmeisterschaften 2015 im Val di Fiemme gewann sie im Teamsprint zusammen mit Ksenia Konohova die Bronzemedaille. Im August 2017 wurde sie bei den Rollerski-Weltmeisterschaften 2017 in Sollefteå Fünfte im 16-km-Massenstartrennen und holte die Bronzemedaille über 18 km Freistil. Im Sommer 2019 errang sie mit zwei zweiten und einen dritten Platz, den dritten Platz in der Gesamtwertung des Rollerski-Weltcups. Bei den Rollerski-Weltmeisterschaften 2019 in Madona gewann sie die Bronzemedaille im Teamsprint.

## Erfolge

### Siege bei Continental-Cup-Rennen
| Nr. | Datum             | Ort            | Disziplin      | Serie              |
| --- | ----------------- | -------------- | -------------- | ------------------ |
| 1.  | 20. November 2017 | Werschina Tjoi | 5 km klassisch | Eastern Europe Cup |

### Siege bei Worldloppet-Cup-Rennen
| Nr. | Datum        | Ort     | Rennen              | Disziplin                  |
| --- | ------------ | ------- | ------------------- | -------------------------- |
| 1.  | 3. März 2018 | Rybinsk | Demino Ski Marathon | 50 km Freistil Massenstart |

### Siege im Rollerski-Weltcup
| Nr. | Datum           | Ort             | Disziplin      |
| --- | --------------- | --------------- | -------------- |
| 1.  | 31. August 2018 | Chanty-Mansijsk | 12 km Freistil |

## Weltcup-Statistik
Die Tabelle zeigt die erreichten Platzierungen im Einzelnen.
- 1.–3. Platz: Anzahl der Podiumsplatzierungen
- Top 10: Anzahl der Platzierungen unter den ersten zehn
- Punkteränge: Anzahl der Platzierungen innerhalb der Punkteränge
- Starts: Anzahl gelaufener Rennen in der jeweiligen Disziplin
- Hinweis: Bei den Distanzrennen erfolgt die Einordnung gemäß FIS.

| Platzierung               | Distanzrennen a | Distanzrennen a | Distanzrennen a | Distanzrennen a | Distanzrennen a | Skiathlon Verfolgung | Sprint | Etappen- rennen b | Gesamt | Team c | Team c  |
| Platzierung               | ≤ 5 km          | ≤ 10 km         | ≤ 15 km         | ≤ 30 km         | > 30 km         | Skiathlon Verfolgung | Sprint | Etappen- rennen b | Gesamt | Sprint | Staffel |
| ------------------------- | --------------- | --------------- | --------------- | --------------- | --------------- | -------------------- | ------ | ----------------- | ------ | ------ | ------- |
| 1. Platz                  |                 |                 |                 |                 |                 |                      |        |                   |        |        |         |
| 2. Platz                  |                 |                 |                 |                 |                 |                      |        |                   |        |        | 1       |
| 3. Platz                  |                 |                 |                 |                 |                 |                      |        |                   |        |        |         |
| Top 10                    |                 |                 |                 |                 |                 |                      | 2      |                   | 2      | 3      | 5       |
| Punkteränge               | 2               | 2               |                 |                 |                 | 1                    | 13     | 1                 | 19     | 4      | 5       |
| Starts                    | 3               | 10              | 1               |                 |                 | 5                    | 27     | 3                 | 49     | 4      | 5       |
| Stand: Saisonende 2017/18 |                 |                 |                 |                 |                 |                      |        |                   |        |        |         |